# Astana Pro Team/2015
Deze pagina geeft een overzicht van de Astana Pro Team-wielerploeg in  2015.

## Algemeen
Algemeen manager; Aleksandr Vinokoerov
Ploegleiders;Giuseppe Martinelli, Dimitri Sedoen, Alexander Schefer, Dmitri Fofonov, Sergej Jakovlev, Paolo Slongo, Gorazd Štangelj, Stefano Zanini
Fietsen; Specialized
Kleding; MOA
Kopmannen; Vincenzo Nibali, Fabio Aru, Jakob Fuglsang, Lars Boom, Luis León Sánchez

## Transfers
| Inkomend              | Team 2014                    | Uitgaand           | Team 2015                                  |
| --------------------- | ---------------------------- | ------------------ | ------------------------------------------ |
| Dario Cataldo         | Team Sky                     | Janez Brajkovič    | Unitedhealthcare Professional Cycling Team |
| Davide Malacarne      | Team Europcar                | Enrico Gasparotto  | Wanty-Groupe Gobert                        |
| Lars Boom             | Belkin Pro Cycling Team      | Francesco Gavazzi  | Southeast Pro Cycling                      |
| Rein Taaramäe         | Cofidis                      | Jacopo Guarnieri   | Katjoesja                                  |
| Laurens De Vreese     | Wanty-Groupe Gobert          | Evan Huffman       | Team SmartStop                             |
| Luis León Sánchez     | Caja Rural-Seguros RGA       | Maksim Iglinski    | Geschorst                                  |
| Diego Rosa            | Androni Giocattoli-Venezuela | Valentin Iglinski  | Geschorst                                  |
| Bachtijar Koschatajev | Continental Team Astana      | Fredrik Kessiakoff | Gestopt                                    |
| Machat Ajasbajev      | Continental Team Astana      | Dmitri Moeravjov   | Gestopt                                    |
| Miguel Ángel López    | Lotería de Boyacá-Indeportes |                    |                                            |

## Renners
| Naam                  | Geboortedatum | Nationaliteit | Ploeg 2014                   |
| --------------------- | ------------- | ------------- | ---------------------------- |
| Valerio Agnoli        | 06-01-1985    | Italië        |                              |
| Fabio Aru             | 03-07-1990    | Italië        |                              |
| Machat Ajasbajev      | 27-01-1992    | Kazachstan    | Continental Team Astana      |
| Lars Boom             | 30-12-1985    | Nederland     | Belkin Pro Cycling Team      |
| Borut Božič           | 08-08-1980    | Slovenië      |                              |
| Dario Cataldo         | 17-03-1985    | Italië        | Team Sky                     |
| Laurens De Vreese     | 29-09-1988    | België        | Wanty-Groupe Gobert          |
| Aleksandr Djatsjenko  | 17-10-1983    | Kazachstan    |                              |
| Daniil Fominykh       | 28-08-1991    | Kazachstan    |                              |
| Jakob Fuglsang        | 22-03-1985    | Denemarken    |                              |
| Andrij Hryvko         | 07-08-1983    | Oekraïne      |                              |
| Dmitri Groezdev       | 13-03-1986    | Kazachstan    |                              |
| Andrea Guardini       | 16-12-1989    | Italië        |                              |
| Arman Kamysjev        | 14-03-1991    | Kazachstan    |                              |
| Tanel Kangert         | 11-03-1987    | Estland       |                              |
| Bachtijar Koschatajev | 28-03-1992    | Kazachstan    | Continental Team Astana      |
| Mikel Landa           | 13-12-1989    | Spanje        |                              |
| Miguel Ángel López    | 04-02-1994    | Colombia      | Lotería de Boyacá-Indeportes |
| Aleksej Loetsenko     | 07-09-1992    | Kazachstan    |                              |
| Davide Malacarne      | 11-06-1987    | Italië        | Team Europcar                |
| Vincenzo Nibali       | 14-11-1984    | Italië        |                              |
| Diego Rosa            | 27-03-1989    | Italië        | Androni Giocattoli-Venezuela |
| Luis León Sánchez     | 24-11-1983    | Spanje        | Caja Rural-Seguros RGA       |
| Michele Scarponi      | 25-09-1979    | Italië        |                              |
| Rein Taaramäe         | 24-04-1987    | Estland       | Cofidis                      |
| Paolo Tiralongo       | 08-07-1977    | Italië        |                              |
| Roeslan Tleoebajev    | 07-03-1987    | Kazachstan    |                              |
| Alessandro Vanotti    | 16-09-1980    | Italië        |                              |
| Lieuwe Westra         | 11-09-1982    | Nederland     |                              |
| Andrej Zejts          | 14-12-1986    | Kazachstan    |                              |

## Overwinningen
Ronde van Murcia
Winnaar: Rein Taaramäe
Ronde van Oman
1e etappe: Andrea Guardini
Puntenklassement Andrea Guardini
Ronde van Langkawi
1e etappe: Andrea Guardini
2e etappe: Andrea Guardini
4e etappe: Andrea Guardini
8e etappe: Andrea Guardini
Ronde van het Baskenland
5e etappe: Mikel Landa
Ronde van Trentino
4e etappe: Paolo Tiralongo
Ronde van Picardië
2e etappe: Andrea Guardini
Ronde van Italië
9e etappe: Paolo Trialongo
15e etappe: Mikel Landa
16e etappe: Mikel Landa
19e etappe: Fabio Aru
20e etappe: Fabio Aru
jongerenklassement Fabio Aru
Ploegenklassement
World Ports Classic
1e etappe: Andrea Guardini
Ronde van Zwitserland
7e etappe: Aleksej Loetsenko
Nationale kampioenschappen wielrennen
Italië - wegrit: Vincenzo Nibali
Kazachstan - tijdrit: Aleksej Loetsenko
Ronde van Frankrijk
19e etappe: Vincenzo Nibali
Ronde van Denemarken
1e etappe: Lars Boom
Ronde van Burgos
2e etappe: Astana Pro Team (PTT)
4e etappe: Miguel Ángel López
Eindklassement: Rein Taaramäe
Arctic Race of Norway
Eindklassement: Rein Taaramäe
Ronde van Spanje
11e etappe: Mikel Landa
Eindklassement: Fabio Aru
Coppa Bernocchi
Winnaar: Vincenzo Nibali
Ronde van de Drie Valleien
Winnaar: Vincenzo Nibali
Milaan-Turijn
Winnaar: Diego Rosa
Ronde van Almaty
Winnaar: Aleksej Loetsenko
Ronde van Lombardije
Winnaar: Vincenzo Nibali
Ronde van Abu Dhabi
1e etappe: Andrea Guardini
Ronde van Hainan
8e etappe: Andrej Zejts
2005 · 2006 · 2007 · 2008 · 2009 · 2010 · 2011 · 2012 · 2013 · 2014 · 2015 · 2016 · 2017 · 2018 · 2019 · 2020 · 2021 · 2022 · 2023 · 2024 · 2025
AG2R-La Mondiale · Astana Pro Team · BMC Racing Team · Team Cannondale-Garmin · Etixx-Quick Step · FDJ · Team Giant-Alpecin · IAM Cycling · Katjoesja · Lampre-Merida · Team LottoNL-Jumbo · Lotto Soudal · Movistar Team · Orica GreenEDGE · Team Sky · Tinkoff-Saxo · Trek Factory Racing